# グラモフォン (雑誌)
『グラモフォン』（Gramophone）は、ロンドンにおいて発行されているクラシック音楽、特に商業音源に関する月刊誌。コンプトン・マッケンジーによって1923年に創刊された。1999年からはヘイマーケット・メディア・グループの傘下に入り、2013年からはマーク・アレン・グループへと移っている。
『グラモンフォン』誌は毎年グラモフォン・アワードを主催して、分野ごとの最優秀録音を選出、表彰している。
『グラモンフォン』誌のウェブサイトには「The world's authority on classical music since 1923（1923年以降のクラシック音楽に関する世界的権威）」であると書かれている。この標語は雑誌の各号の表紙にも掲げられていたが、近年では言い回しを変更して「The world's best classical music reviews（世界最高のクラシック音楽評論）」としている。

## 各種表彰
毎年のグラモフォン・アワードの他にも、毎月12の録音がグラモフォン・エディターズ・チョイス（現在はグラモフォン・チョイス）に選出される。その後、クリスマス号において各評論家が1年を振り返って4つから5つの録音を選び出し、これらがグラモフォン・クリティクス・チョイスとなる。2012年4月からはグラモフォン・ホール・オブ・フェイム（グラモフォンの栄誉殿堂）を催し、その1年にクラシック録音の分野で大きな貢献を行った芸術家、プロデューサー、技術者、A&Rディレクター、レーベル創設者などを挙げている。最初の50人は2012年5月号および『グラモンフォン』誌のウェブサイトで公開され、毎年殿堂には新たな人物たちが名を連ねていくことになる。

## アーカイヴ
2012年後半、『グラモンフォン』誌は新たなアーカイヴサービスの開始を告知した。以前はOCR形式で生成されたバックナンバーしか読むことができなかったが、現在では大きく改善され、デジタル購読契約を結ぶと1923年の創刊時からの全ての号をPDF形式で閲覧することが可能になった。